# Corvette Daytona Prototype
La Corvette Daytona Prototype è una vettura sport prototipo di classe Daytona Prototype, progettata e sviluppata dalla Dallara e dalla Chevrolet, prodotta dal 2012 al 2016.

## Descrizione e storia

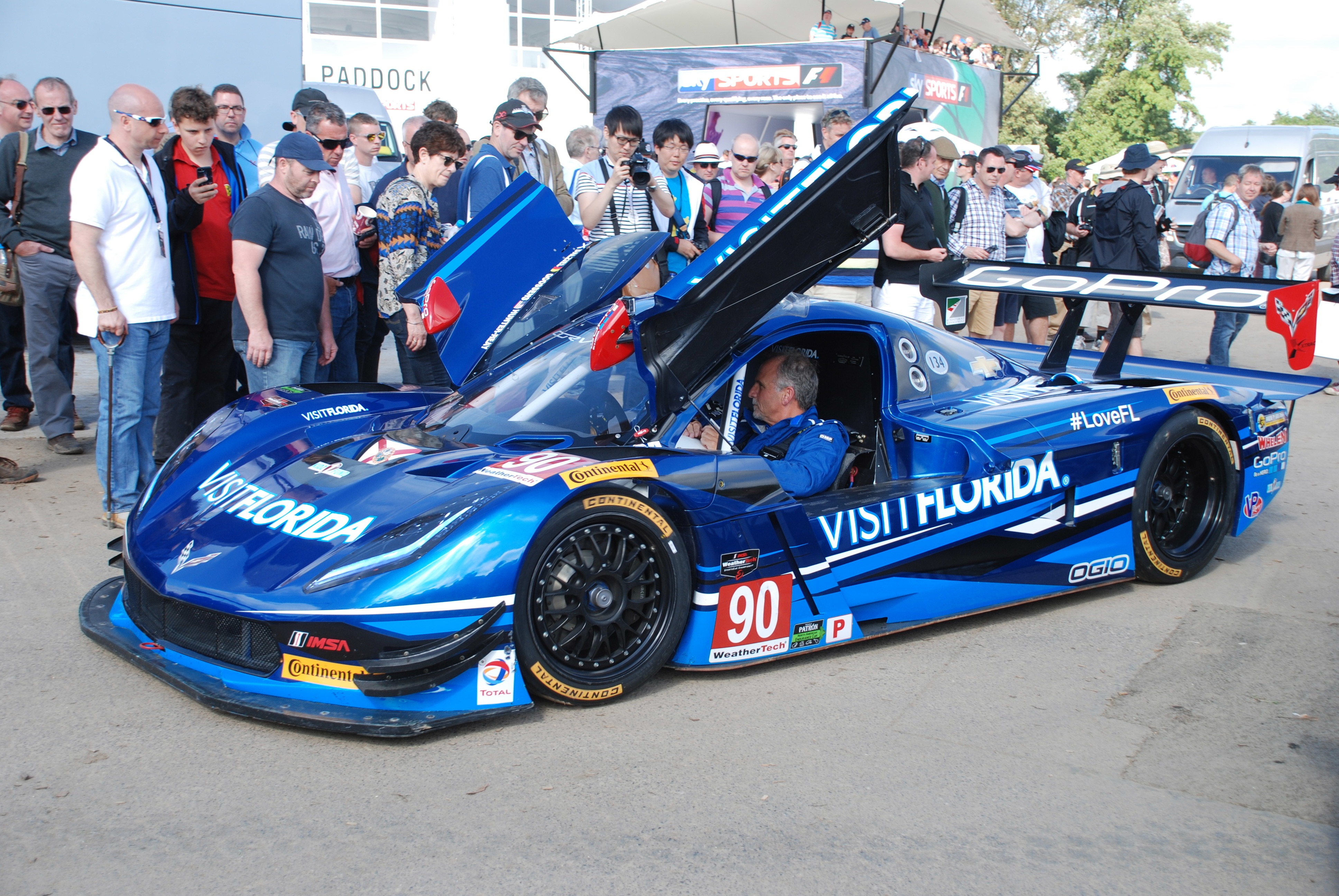
Corvette DP del 2016

Presentata a metà novembre 2011, il motore GM small-block, derivato dal motore LS9 ad iniezione da 5,5 litri montato sulle Corvette stradali e costruito dalla ECR Engines, si differenzia rispetto a quello adottato dalle Corvette di serie per la presenza di otto corpi farfallati e di un sistema di lubrificazione a carter secco.
La vettura ha fatto il suo esordito in gara nella stagione 2012 alla 24 ore di Daytona. La vettura ha segnato il ritorno della Chevrolet come costruttore nelle gare di durata, da quando negli anni 80 correva con la Corvette GTP. In precedenza la General Motors aveva già gareggiato nella Sports Car Series con il marchio Pontiac, ma in seguito ha sospeso il programma competizioni quando ha chiuso la Pontiac nel 2010.
L'auto ha inizialmente esordito nella Grand-Am correnso dal 2012 al 2013, continuando poi a correre nella classe P della serie IMSA Tudor SportsCar Championship, rinominata poi WeatherTech SportsCar Championship.
Con il passaggio alla serie IMSA, l'auto è stata aggiornata per competere contro le ALMS P2. Le modifiche includevano freni in carbonio, frizione in carbonio, diffusore posteriore, alettone posteriore a doppio elemento e altri elementi aerodinamici. Nel 2015 ha subìto un aggiornamento estetico caratterizzato da una griglia frontale, fari e luci posteriori in stile Corvette C7.